# Celle Ligure
Celle Ligure – miejscowość i gmina we Włoszech, w regionie Liguria, w prowincji Savona.
Według danych na rok 2004 gminę zamieszkuje 5256 osób, 584 os./km².
Urodził się tutaj Francesco della Rovere, późniejszy papież Sykstus IV.

## Miasta partnerskie
- Celle, Niemcy